# صوفيا السعيدي
صوفيا السعيدي (بالإنجليزية: Sofia Essaïdi)‏ (ولدت في 6 أغسطس، 1984)، هي مغنية مغربية. ولدت في الدار البيضاء، من أب مغربي وأم فرنسية.

## الجوائز
- 2009 – جائزة أن أر جي الموسيقية : Francophone Group/Duo of the Year ( She was one of the artists who starred in the musical Cléopâtre)
- 2010 – جائزة أن أر جي الموسيقية : Francophone Female Artist of the Year
- 2010 – Les jeunes talents de l'année: On 12 February 2010 she won Best Actress at Les jeunes talents de l'année 2009 (Young Talents of the Year 2009)[2]

## قائمة الأفلام
- Appeared in the movie إيزنوغود in 2005. She played the role of Belbeth.
- Appeared in the DVD Autour de la guitare of Jean-Félix Lalanne, released in 2007.
- Aïcha in the TV movie Aïcha, realised by Yasmina Benguigui in 2007, and broadcast in 2008 on فرنسا 2.

## وصلات خارجية
- صوفيا السعيدي على موقع IMDb (الإنجليزية)
- صوفيا السعيدي على موقع ألو سيني (الفرنسية)
- صوفيا السعيدي على موقع ميوزك برينز (الإنجليزية)
- صوفيا السعيدي على موقع أول ميوزيك (الإنجليزية)
- صوفيا السعيدي على موقع ديسكوغز (الإنجليزية)
- صوفيا السعيدي على موقع قاعدة بيانات الفيلم (الإنجليزية)
- صوفيا السعيدي على موقع ليتربوكسد (الإنجليزية)
- صوفيا السعيدي على موقع كينوبويسك (الروسية)
- الموقع الرسمي، (بالفرنسية)